# Hoplitis lamina
Hoplitis lamina är en biart som först beskrevs av Pérez 1895.  Hoplitis lamina ingår i släktet gnagbin, och familjen buksamlarbin. Inga underarter finns listade i Catalogue of Life.